# Längenkreis

Längenkreise

Ansicht einer Kugel. Alle Längenkreise (gelb) teilen die Kugel in zwei Hälften – ebenso wie auch der Äquator (blau). Sie sind – wie die anderen durchgezogenen Linien dieses Bildes – sämtlich Großkreise.

Die Längenkreise sind jene gedachten Großkreise auf einer kugelförmig oder ellipsoidisch idealisierten Erdoberfläche, die in Nord-Süd-Richtung verlaufen und durch beide Rotationspole der Erde gehen. Jeder Längenkreis besteht aus zwei gegenüberliegenden Meridianen (Halbkreisen) und wird daher durch die Angabe einer ihrer geographischen Längen charakterisiert. Das Gegenstück ist der Breitenkreis.
In der Natur sind die Längenkreise nicht existent. 

## Längenkreis und Meridian
So liegen z. B. auf dem Längenkreis 13,5° Ost: Greifswald, Berlin, Passau und Spittal an der Drau – ebenso wie dazwischen die Stadt Pilsen in Tschechien, wie im Norden das schwedische Karlstad und im Süden Palermo auf Sizilien, Tripolis (Libyen) und Luanda (Angola). Wenn wir den Großkreis auf die andere Hemisphäre verlängern (also den gegenüberliegenden Meridian mit geographischer Länge 166,5° West betrachten), kommen wir über die Antarktis zu den Cookinseln und Kiribati, und an Hawaii vorbei zu den Aleuten und der Beringstraße. Der Längenkreis 13,5° Ost ist folglich identisch mit dem Längenkreis 166,5° West.
Der Unterschied zwischen Längenkreis und Meridian verwischt sich jedoch in der Alltagssprache der Geographie häufig. Für die Astronomen durchläuft der Meridian volle 360° auf der Himmelskugel, doch denken sie beim Wort hauptsächlich an seine obere Hälfte. Dort kulminiert die Sonne jeden Mittag (meridies = Mittagslinie), während sie den unteren Bogen zu Mitternacht durchläuft.

## Genauere Betrachtung der Längenkreise
Der Begriff Längenkreis stammt gleichermaßen aus Mathematik, Geographie und Astronomie – wo man auch schräge Längenkreise bezüglich der Ekliptik (scheinbare Sonnenbahn) und sogar der Milchstraße verwendet. Doch auch Mondkarten haben ihre (selenografischen) Längen, und in der Raumfahrt zu Planeten und für Zwecke der Bahnbestimmung müssen sie oft völlig anders gelegt werden.

### Längenkreise auf der Erde und anderen deformierten Kugeln
Betrachtet man die Erde genauer, so kann man sie nicht mehr als Kugel annehmen, sondern hat zumindest ihre Abplattung zu berücksichtigen. Die Erdfigur ist nämlich durch die tägliche Rotation und deren Fliehkraft am Äquator ausgebaucht und in den Polarregionen flacher als eine gleich große Kugel. Der Unterschied in den Radien beträgt immerhin 21.387 Meter (oder 1:298,24 des mittleren Äquatorradius von 6.378.137 Metern).
Auf einem idealen Erdellipsoid (das bis auf 100 Meter dem Meeresspiegel bzw. dem Geoid entspricht), sind die Längenkreise zwar Ellipsen, aber wenigstens alle gleich lang. Auf der mathematischen Erdfigur des Geoids hingegen haben sie geringfügig ungleichen Maßstab. In der Astrogeodäsie definiert man sie daher nicht mehr als glatte Linie, sondern durch ihre gemeinsame astronomische Länge. Die Unregelmäßigkeiten (bis etwa 1 km rechts/links von der mittleren Meridianebene) kommen aus lokalen und regionalen Besonderheiten des Erdkörpers und lassen sich durch Schwereanomalien bzw. Lotabweichungen modellieren.
Etwa 10-mal größer sind diese Abweichungen zwischen der geometrischen und physikalischen Definition auf den Riesenplaneten Jupiter (jovigrafische Länge/Breite) und auch am Mars. Der rote Planet ist wegen seiner Kleinheit (51 % des Erdradius) zwar kaum abgeplattet, aber deutlich dreiachsig.

### Die Größe der irdischen Längen- und Breitenkreise
Wie oben festgestellt, sind die Längenkreise auf der (idealisierten) Erde alle gleich lang, während der Radius der Breitenkreise mit dem Kosinus der geographischen Breite zu den Polen hin abnimmt (r = R · cos B).
Da alle Längenkreise einer Kugel Großkreise sind, teilen sie die Erde jeweils in zwei Hälften. Sie tun dies auch auf dem (abgeplatteten) Erdellipsoid, haben dort freilich die Form von Ellipsen.
Die halbierende Eigenschaft haben die Längenkreise (bzw. Längenellipsen) mit dem Erdäquator gemeinsam, der aber als längster Breitenkreis auf der tatsächlichen Erde um 2 ‰ länger ist: Er misst im Meeresniveau 40.075 km, die Längenkreise hingegen nur 40.008 km.

## Meterkonvention
Als französische Wissenschaftler gegen Ende des 18. Jahrhunderts die Definition des Meters vornahmen, war die Gleichsetzung des Erdumfangs mit 4 × 10 Millionen Metern geplant. Die Differenz von rund 8 km auf 40.000 km geht auf unvermeidliche kleine Messfehler und rostende Maßstäbe der zwei damaligen Expeditionen nach Lappland und in das heutige Ecuador (damals Teil von Peru) zurück. Dass man den Meter nicht den Breiten-, sondern den Längenkreisen anpassen wollte, hatte vor allem zwei Gründe:
1. sind alle Breitenkreise verschieden lang (siehe oben), die Längenkreise hingegen gleich lang.
2. ist die Messung der geographischen Breite – also die Erdvermessung in Nord-Süd-Richtung – bis heute leichter durchführbar als über die geographische Länge in Ost-West-Richtung.

Die Meterkonvention geht allerdings nicht direkt auf die Messungen in Lappland und Peru zurück, sondern auf die Vermessung eines Teilstückes des Meridianquadranten (Viertel eines Großkreises) der durch Paris verläuft. Die beiden Astronomen Jean-Baptiste Joseph Delambre und Pierre Méchain vermaßen die Strecke von Dünkirchen bis Barcelona (ungefähr 10° Breitendifferenz) mit trigonometrischen Mitteln und ermittelten die Breitendifferenz mit astronomischen Mitteln. Nach Annahmen über die Form der Erde, die in den Vermessungen in Peru und Lappland (Äquator- und Nordpolnah) ermittelt wurde, ließ sich daraus die Länge des gesamten Quadranten berechnen. Dabei kam es zu systematischen Messfehlern durch Méchain, die von ihm aus Pedanterie unterdrückt wurden. Diese Fehler führten letztendlich zur ungenauen Festlegung des Meterstandards.

## Quelle
1. ↑  Ken Alder: Das Maß der Welt. Bertelsmann Verlag, München 2002, ISBN 9783570005453